# Agnez-lès-Duisans
Agnez-lès-Duisans is een gemeente in het Franse departement Pas-de-Calais (regio Hauts-de-France) en telt 650 inwoners (1999). De plaats maakt deel uit van het arrondissement Arras.

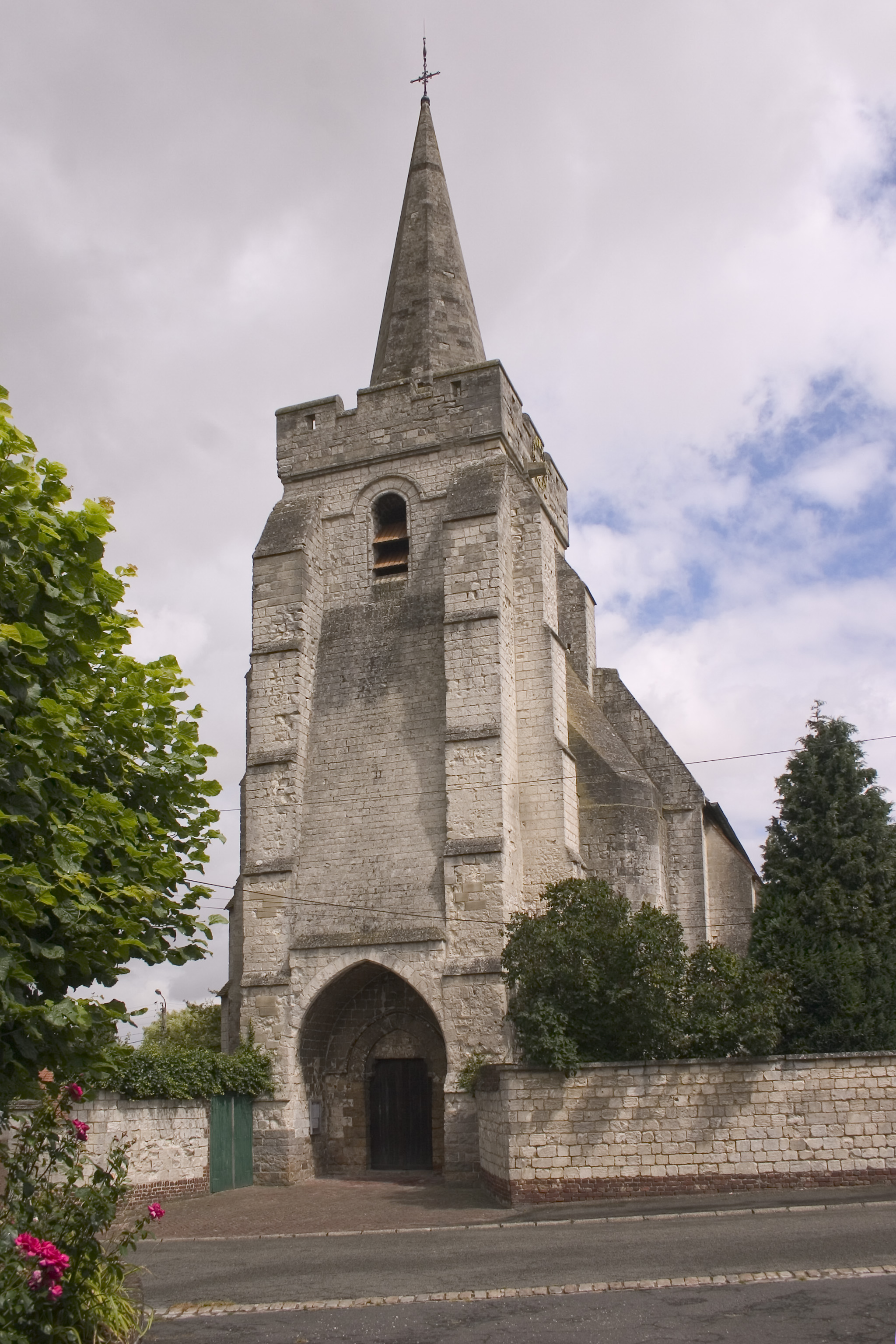
Kerk, ingang
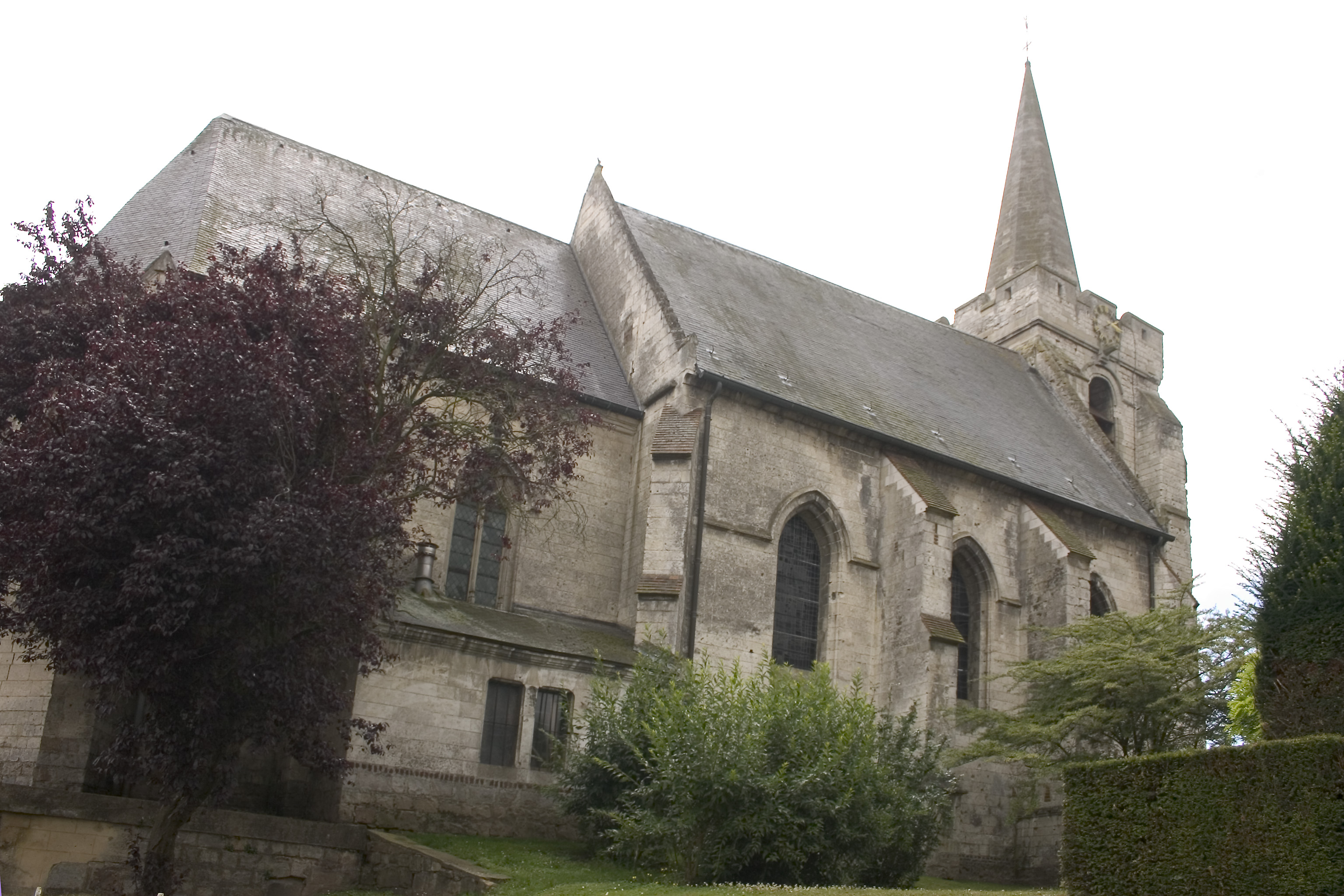
Kerk, achterzijde

## Geografie
De oppervlakte van Agnez-lès-Duisans bedraagt 7,3 km², de bevolkingsdichtheid is 89,0 inwoners per km².
De onderstaande kaart toont de ligging van Agnez-lès-Duisans met de belangrijkste infrastructuur en aangrenzende gemeenten.

## Demografie
Onderstaande figuur toont het verloop van het inwonertal (bron: INSEE-tellingen).